# اس‌اس منهتن (۱۹۳۱)
اس‌اس منهتن (۱۹۳۱) (به انگلیسی: SS Manhattan (1931)) یک کشتی بود که طول آن ۷۰۵ فوت (۲۱۵ متر) بود. این کشتی در سال ۱۹۳۱ ساخته شد.